# Administration centrale tibétaine
Pour les articles homonymes, voir ACT, CTA et GTE.
L'administration centrale tibétaine, ou ACT (anglais : Central Tibetan Administration – CTA, tibétain : བཙན་བྱོལ་བོད་གཞུང་, Wylie : btsan-byol bod gzhung), également appelée gouvernement tibétain en exil ou GTE, est le gouvernement en exil conduit par le premier ministre tibétain, Penpa Tsering, et installé à Dharamsala en Inde. Il se donne pour mission de prendre en charge les réfugiés tibétains et de « restaurer la liberté au Tibet ».
Aucun pays n'a officiellement reconnu à ce jour le gouvernement tibétain en exil,,,, l'Inde y compris même si, celle-ci, en 1966, avait pris la décision de reconnaître le gouvernement tibétain en exil au retour du premier ministre indien Lâl Bahâdur Shâstrî de Tachkent, avant que celui-ci ne succombe à une crise cardiaque. L’Inde, qui accorda en 1959 l’asile au 14e dalaï-lama, aux membres de son gouvernement et aux milliers de réfugiés tibétains, octroya rapidement à ce gouvernement des facilités lui permettant de prendre en charge les réfugiés tibétains,. Le gouvernement indien donna aux Tibétains un large degré d'autonomie dans la conduite de leurs affaires internes, permettant au gouvernement tibétain en exil de gérer programmes sociaux, impôt volontaire, écoles, perspectives d'emploi, et d'autres aspects.
L'administration centrale tibétaine a des représentations étrangères, dénommées Bureau du Tibet, dans 11 pays, fonctionnant en tant qu’agences officielles à New Delhi, Katmandou, Genève, New York, Tokyo, Londres, Moscou, Bruxelles, Canberra, Pretoria et Taipei.

## Fondation
Le gouvernement tibétain en exil fut proclamé le 29 avril 1959. Initialement basé à Mussoorie, dans l'Uttarakhand au nord de l'Inde, il fut transféré à Dharamsala en 1960 grâce à l'accord du gouvernement indien. Après sa fuite du Tibet en 1959, le 14e dalaï-lama, qui fut suivi de la plupart des membres de son gouvernement, décida de reconstituer un gouvernement en exil dont la mission serait à la fois de prendre en charge les réfugiés tibétains et de « restaurer la liberté » au Tibet.
L'Administration centrale tibétaine ne revendique pas l'indépendance, mais l'autonomie du Tibet, et n'entend pas s'adjuger le pouvoir au Tibet. Il a pour rôle d'établir un droit constitutionnel transitoire en exil, suivant ce qu'il qualifie de transition démocratique dont la phase finale serait atteinte quand il pourra retourner au Tibet pour y préparer les institutions d'un nouveau régime.
Le gouvernement tibétain en exil, relativement à sa branche exécutive, se fonde partiellement sur le pouvoir traditionnel du 14e dalaï-lama qui exerça le pouvoir au Tibet avant 1959, dont le charisme est reconnu internationalement, et qui fut jusqu'à sa retraite officielle le 28 mars 2011, le chef de l'Administration centrale tibétaine et de l'exécutif.
Sur un modèle parlementaire dualiste, la Charte des Tibétains en exil de 1991 donna une forme particulière à l'exécutif, composé du Premier ministre tibétain et du dalaï-lama, qui non élu du corps électoral, détenait le pouvoir exécutif de droit commun, lui permettant notamment de dissoudre le Parlement tibétain en exil et de révoquer, dans des circonstances d'urgence, les ministres.

## Question de la reconnaissance internationale
L'Administration centrale tibétaine est un gouvernement en exil et une entité paraétatique qui n'est reconnu par aucun État, bien qu'apparaissant comme un système institutionnel élaboré, produisant des normes qui s'appliquent à la diaspora tibétaine laquelle compte plus de 100 000 individus, grâce à l’accueil principal de l'Inde qui, sans avoir reconnu le gouvernement tibétain, lui permet d'avoir une autonomie de fait.
Ainsi que le signale Martine Bulard, journaliste au Monde diplomatique, responsable de l’Asie, aucun pays n'a officiellement reconnu le gouvernement tibétain en exil et le Tibet n'a jamais été répertorié par les Nations unies comme « pays à décoloniser », que ce soit avant ou après 1971, date de l'entrée de la Chine populaire au sein de cette organisation internationale. Pour Barry Sautman, aucun État ne reconnaît le GTE ni l'assertion que le Tibet était indépendant. Le sinologue Pierre Gentelle, pour sa part, signale qu'« Aucun État [...] ne remet en cause l'appartenance du Tibet à la Chine, quelles que soient les conditions dans lesquelles celle-ci a été acquise ».
Cependant, selon la géographe politique Fiona McConnell, même si le gouvernement tibétain en exil n'a fait l'objet d'aucune reconnaissance internationale et n'exerce aucune souveraineté de jure sur un territoire que ce soit au Tibet ou en exil, cette administration en exil clame sa légitimité en tant que représentant officiel du peuple tibétain, exécute nombre de fonctions de type étatique en rapport avec sa « communauté » en diaspora et tente de se faire entendre de la communauté internationale.
Pour Julien Cleyet-Marel, si les grandes caractéristiques de l'ACT n'ont pas changé depuis sa mise en place en 1959, ses composantes se sont enrichies et développées aboutissant à un système complexe de gouvernement. En dépit du défaut de reconnaissance d'autres États, l'ACT jouit d'une effectivité partielle lui permettant de se rapprocher de ses objectifs.
L’Inde, qui a accordé en 1959 l’asile au dalaï-lama, aux membres de son gouvernement et aux milliers de Tibétains exilés, octroya rapidement au gouvernement tibétain en exil des facilités lui permettant de prendre en charge les Tibétains en exil. De cette position découla en partie le conflit qui l’opposa à la Chine.
Le gouvernement tibétain en exil ouvrit des bureaux du Tibet pour faciliter ses contacts extérieurs. Le Népal qui avait maintenu un consulat à Lhassa depuis le XVIIIe siècle fut le premier pays à accepter cette représentation.
Tsepon W.D. Shakabpa rapporta au 14e dalaï-lama que le premier ministre indien Lâl Bahâdur Shâstrî lui avait fait part, lors d'un entretien en 1966, du fait que l'Inde avait décidé de reconnaître le gouvernement tibétain en exil à son retour de Tachkent, mais celui-ci y succomba d'une crise cardiaque. Juchen Thupten Namgyal confirme cette information. Sa mort prématurée, comme celle de Jayaprakash Narayan, une autre personnalité politique indienne soutenant le Tibet, semble être un manque de chance, mais Claude Arpi suppose qu'elles pourraient être liées à une autre facteur. De même, selon Anand Kumar, des documents politiques indiquent qu'il allait annoncer sa reconnaissance au gouvernement tibétain en exil sous la direction du dalaï-lama. Dawa Norbu remarque que peu avant un délégué indien a soutenu ouvertement la Résolution sur le Tibet à l'ONU, pour la première fois depuis 1950.
Selon Anne-Marie Blondeau, les gouvernements, ne souhaitant pas affronter la république populaire de Chine en raison de la compétition internationale dont ses marchés font l’objet, évitent de prendre parti en évoquant le « statut peu clair » du Tibet et n’abordent pas l’autodétermination des Tibétains, même s’ils évoquent les violations des droits de l'homme au Tibet.
Entre 2002 et 2009, la Fondation des échanges Taïwan-Tibet a servi de canal de communication semi-officiel entre Taïwan et le gouvernement tibétain en exil à Dharamsala, en Inde.
Les États-Unis ont créé la fonction de coordinateur spécial pour le Tibet le 30 octobre 1997, elle fut inscrite en 2002 dans le Tibetan Policy Act,,,,.
Selon Pierre-Antoine Donnet, la position soviétique a varié selon sa politique envers la Chine. Dans les années 1960 marquées par la rupture sino-soviétique, Moscou mit en doute le caractère historique de la souveraineté de la Chine sur le Tibet.[pertinence contestée]

## Question de la séparation du religieux et du politique
Selon Dominique Bari, journaliste à L'Humanité, la constitution du Tibet lie sphère religieuse et sphère politique, se terminant par une résolution spéciale, approuvée en 1991, qui proclame l'obligation politico-religieuse de « la foi » et de « l'allégeance » à l'égard de sa sainteté le dalaï-lama, appelé à « rester avec nous à jamais comme notre chef suprême spirituel et temporel »[pertinence contestée].
Cette union des affaires religieuses et politiques, affirmée dans le préambule de la constitution, s'inscrit, d'après Ursula Bernis, docteur en philosophie et nonne bouddhiste soutenant Dordjé Shougdèn,, dans la continuité du gouvernement Ganden Potang du Tibet établi par le 5e dalaï-lama en 1642. Selon Bernis, le dalaï-lama continue à être le chef non élu du gouvernement et le système politique reste privé d'opposition institutionnalisée. Les efforts de démocratisation ne se sont pas étendus à la séparation de la religion et de la politique. Cependant, en avril 2001, à la demande du dalaï-lama, la Charte fut amendée de façon à permettre l'élection du Premier ministre tibétain par les Tibétains en exil. En mars 2011, le dalaï-lama en semi-retraite depuis 2001, prit sa retraite politique complète.
Selon Julien Cleyet-Marel, docteur en Droit Public à l'université Aix Marseille III, la Charte constitutionnelle tibétaine a pour but de permettre, par un processus lent et graduel, la responsabilisation des Tibétains pour la politique du Tibet, afin de créer une cohésion sociale et politique du peuple tibétain par des institutions démocratiques même en l'absence du dalaï-lama. De plus, le dalaï-lama est favorable à la séparation de l'Église et de l'État, et a pris la décision de ne plus occuper de fonction dans l’administration tibétaine à son retour au Tibet. Il a exprimé son souhait, lors de son éventuel retour au Tibet, d'une séparation complète de l'Église et de l'État allant jusqu’au retrait des religieux aussi bien de la candidature à des postes politiques que des votes, dans un entretien avec l’écrivain Thomas Laird.
Selon le docteur en génétique cellulaire et moine bouddhiste tibétain Matthieu Ricard, le projet d'autonomie du dalaï-lama s'inscrit dans un cadre démocratique et laïque,.
Cependant, en 1993, le dalaï-lama affirma qu'il était partisan de la démocratie laïque et qu'il ne serait pas partie prenante du gouvernement du Tibet lorsque ce dernier aura recouvré sa liberté. En 2003, Kelsang Gyaltsen affirma que le dalaï-lama était favorable à la séparation de l'Église et de l'État, et qu'il avait pris la décision de ne plus occuper de fonction dans l’administration tibétaine à son retour au Tibet. Dans un entretien avec l’écrivain Thomas Laird publié en 2007, le dalaï-lama a exprimé son souhait d'une séparation complète de l'Église et de l'État allant jusqu’au retrait des religieux aussi bien de la candidature à des postes politiques que des votes. En mars 2011, le 14e dalaï-lama, qui dès 1990 amorça une démocratisation progressive du régime, modifiant la constitution en 2001 pour que le gouvernement soit dirigé par un premier ministre élu par les Tibétains en exil, demanda au Parlement tibétain en exil un amendement constitutionnel permettant d'acter sa retraite politique, pour lui l'institution des dalaï-lamas est dépassée et doit laisser place à la démocratie.
À la suite de la retraite politique du dalaï-lama, des amendements élaborés par le Parlement à l'invitation du dalaï-lama durent être apportés à la Charte. Le nouveau préambule de la Charte affirme « la garantie de continuité de l’Administration centrale tibétaine dans son rôle d’entité gouvernante légitime et représentante du peuple tibétain tout entier, qui est le détenteur de la souveraineté. ».

## Budget et financement
Les sources principales de revenus pour le budget de l'ACT se composent de la contribution du dalaï-lama (25 %), des fonds du Kashag (25 %), des contributions volontaires collectées par le livre vert (34 %) et des frais administratifs sur l'aide (10 %).
L'Agence des États-Unis pour le développement international a octroyé, en 2016, une subvention de 23 millions de dollars à l'administration centrale tibétaine. Présentée comme destinée à renforcer l'autonomie et la résilience des communautés tibétaines d'Asie du Sud, cette subvention devrait être versée sur une période de cinq ans. L'origine des fonds est le gouvernement des États-Unis. Cependant, le président américain Donald Trump et son administration propose de n'accorder aucun financement aux Tibétains en 2018, déclarant vouloir que d'autres pays prennent le relais.

## Parlement tibétain en exil

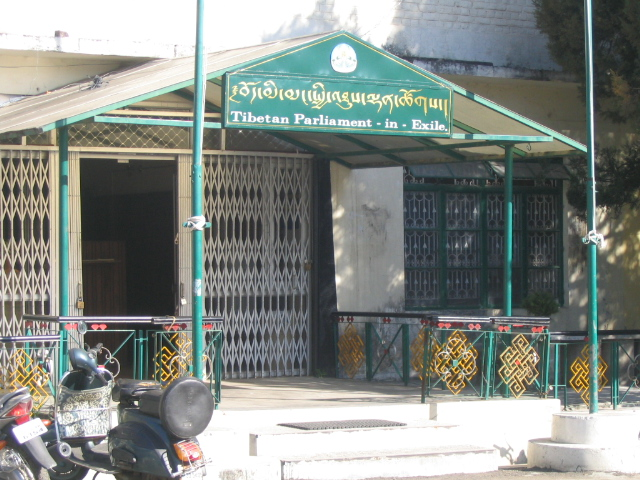
Entrée du Parlement tibétain en exil

Le Parlement tibétain en exil est l'organe législatif du gouvernement tibétain en exil et il comprend entre 43 et 46 membres élus :
- 10 députés pour chacune des 3 provinces traditionnelles du Tibet historique, le Kham, le Ü-Tsang et l’Amdo,
- 2 députés pour chacune des 4 écoles principales du bouddhisme tibétain ainsi que la tradition Bön
- 2 députés représentent la diaspora tibétaine en Europe ;
- 1 député représente la diaspora tibétaine en Amérique du Nord
- 1 à 3 députés nommés par le dalaï-lama représentent la culture, les sciences ou le service de la communauté (en).

L’assemblée est présidée par un président et un vice-président élus tous les cinq ans par les députés en leur sein. Les sessions de l’assemblée se tiennent tous les 6 mois. Cependant le dalaï-lama peut convoquer l’assemblée en cas d’urgence d’un niveau national. Lorsque l’assemblée ne siège pas, un comité de douze membres gère les affaires courantes, constitué de deux membres par province, un membre par école bouddhiste et un nommé par le dalaï-lama.
Pour rester en liaison constante avec la population en exil, des assemblées locales ont été instituées dans chaque communauté de plus de 160 personnes. Ces assemblées locales sont l’exacte réplique du parlement tibétain. Enfin, c’est le parlement qui est habilité à élire le Cabinet tibétain, le Kashag, ou Conseil des ministres.

## LeKashag

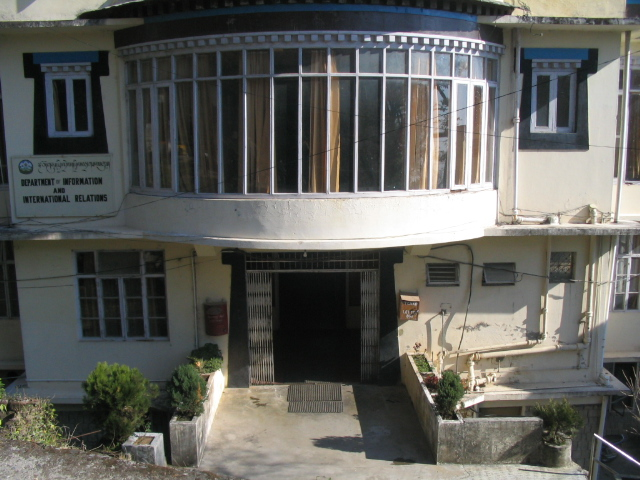
Entrée du ministère de l’information et des relations internationales

Le Kashag, le cabinet des ministres du gouvernement tibétain, est le corps exécutif majeur de l’Administration Centrale Tibétaine. Créé en 1721, par le gouvernement de la dynastie Qing, pour remplacer le gouvernement civil qui existait depuis le règne du Ve dalaï-lama. Il a été subordonné au dalaï-lama jusqu'en 1990, puis les ministres (Kalön) ont été élus par l'Assemblée des députés tibétains.
Le Kashag réunit les ministres et le dalaï-lama pour prendre toutes décisions en lien avec la communauté des réfugiés tibétains. Il a également la responsabilité d'informer le monde de la question du Tibet.
S'appuyant sur un article de Lobsang Sangay, le politologue et juriste Barry Sautman affirme que dans chaque cabinet, de 1991 à 2001, il y a eu au moins un ministre appartenant à la famille du dalaï-lama. Selon Ursula Bernis, au Tibet, les membres de la famille du dalaï-lama n'avaient pas le droit d'occuper un poste officiel ; cela a changé avec l'exil.
Depuis 2001, les ministres sont nommés par le Premier ministre tibétain, président du Kashag (Kalon Tripa), dont l'élection par les Tibétains en exil au suffrage universel a été instaurée. Le 20 août 2001, le Professeur Samdhong Rinpoché fut élu Premier ministre du gouvernement tibétain en exil. C'était la première fois que le Premier ministre était choisi au suffrage direct, à la suite des réformes annoncées par le dalaï-lama cette même année.
Le ministère de la Santé gère l'hôpital Delek.

## Cabinet actuel (2016)
1. Lobsang Sangay - premier ministre (réélu en 2016) - ministère de l’éducation[53]
2. Sonam Topgyal Khorlatsang - ministre de l'Intérieur
3. Karma Gelek Yuthok - ministère de la religion et ministère de la culture
4. Phagpa Tsering Labrang - ministère de la sécurité
5. Karma Yeshi - ministère des finances
6. Choekyong Wangchuk - ministère de la santé
7. Ngodup Tsering - ministère de l’éducation[54]

## 14eCabinet (16 septembre 2011)
1. Lobsang Sangay - premier ministre (élu le 27 avril 2011) - ministère de l’éducation[53]
2. Dolma Gyari - ministre de l'Intérieur
3. Dickyi Choeyang - ministère de l’information et des relations internationales
4. Pema Chinnjor - ministère de la religion et ministère de la culture
5. Ngodup Dongchung - ministère de la sécurité
6. Tsering Dhondup - ministère des finances
7. Tsering Wangchuk - ministère de la santé
8. Ngodup Tsering - ministère de l’éducation depuis le 16 septembre 2014[55]

## Cabinet précédent
1. Samdhong Rinpoché - premier ministre
2. Kesang Yangkyi Takla - ministère de l’information et des relations internationales
3. Thupten Lungrik - ministère de l’éducation
4. Tsering Phuntsok - ministère de la religion et ministère de la culture
5. Ngodup Dongchung - ministère de la sécurité
6. Tsering Dhondup - ministère des finances
7. Chope Paljor Tsering - ministère de la santé

En outre :
- Tempa Tsering - représentant du dalaï-lama à New Delhi
- Lobsang Nyandak- représentant du dalaï-lama aux États-Unis
- Tashi Wangdi- représentant du dalaï-lama en Europe
- La Commission suprême de justice tibétaine, fondée en 1992 et dont Lobsang Dargyal fut le premier commissaire en chef, est l’organe judiciaire le plus élevé du CTA. Selon la constitution, cette commission est responsable de la gestion de tous les différends civils (divorce, différends commerciaux, etc.) au sein de la communauté tibétaine en exil. Cette commission n’a cependant pas compétence en matière pénale auprès de la communauté tibétaine. Ainsi, lorsqu’un Tibétain commet un délit par exemple, c’est la justice indienne qui se saisira de l’affaire, la commission suprême de justice tibétaine n’étant pas habilitée à juger ce type d’infraction.

## Commissions autonomes
Il existe trois commissions autonomes :
- la commission de l’élection, qui organise et supervise l’élection de tous les corps électifs, et notamment ceux du premier ministre et des membres de l’Assemblée des Députés ;
- la commission du service public, qui recrute et nomme les fonctionnaires civils, par exemple les secrétaires des bureaux du Tibet à l’étrangers (350 personnes aujourd’hui) ;
- et enfin la commission d’audit, responsable de la comptabilité des départements de l’administration et des structures qui en dépendent telles que les hôpitaux, les coopératives, etc.

## Réformes démocratiques
Pour Jampal Chosang, représentant du dalaï-lama en France, le système politique des exilés tibétains a évolué pour devenir une démocratie.[pertinence contestée] Selon le Groupe interparlementaire d'amitié - France-Tibet du Sénat, la politique des Tibétains en exil préfigure un Tibet démocratique, un véritable ferment pour l'ouverture de la Chine dans son aspiration à rejoindre la communauté des nations.
La démocratisation du régime tibétain a été débutée dès l'arrivée en exil, et réalisée progressivement par le 14e dalaï-lama.
Le 2 septembre 1960 le dalaï-lama annonça l'établissement d'une forme démocratique de gouvernement pour les Tibétains vivant en exil. Cette même année, une ébauche de la Constitution du Tibet fut écrite, et des représentants des trois provinces tibétaines et des écoles du Bouddhisme tibétain ont été élus au Parlement tibétain en exil. Dans les débats sur la Constitution, le dalaï-lama s'est exprimé en faveur d'un état laïc pour la politique tibétaine. Pour lui, l'union de valeurs spirituelles et laïques pourrait se réaliser par un engagement pour la non-violence et la paix. En 1964, les tibétains en exil a élu les membres de l'Assemblée pour la première fois. En 1990, il décida la dissolution de la 10e Assemblée et du Kashag afin de demander au Parlement de nommer démocratiquement les membres du Cabinet. Auparavant, les Kalons (ministres) du Kashag, étaient directement nommés par le dalaï-lama. En 1990, les membres de l'Assemblée ont élu les ministres (Kalons) pour la première fois. Le 14 juin 1991, la 11e Assemblée devint l’autorité législative de la communauté en exil, incluant dans son mandat l’élection du Kashag. La même année, l’Assemblée publia la Charte des Tibétains en exil énonçant les droits et devoirs de la communauté et posant les bases d’un système démocratique efficace garantissant le respect des droits individuels et collectifs et adapté aux particularités du Tibet. En 1991, la « Constitution pour un futur Tibet libre » a été promulguée. Plus récemment, en 2001, pour la première fois, le Premier Ministre (Kalon Tripa), a été élu au suffrage universel. C'est le Professeur Samdhong Rinpoché qui a été choisi par la population tibétaine en exil,.
La dernière étape des réformes démocratiques fut la rédaction d’un document intitulé « Les lignes directrices de la politique du Tibet futur et les traits fondamentaux de sa Constitution ». Ce texte serait appliqué dès le retrait des troupes chinoises du Tibet. Les principaux points de cette constitution sont les suivants :
- Mise en place d’un gouvernement intérimaire. Ce gouvernement de transition aura pour rôle d’organiser une Constituante qui sera chargée de rédiger une nouvelle constitution sur la base du projet préparé en exil.
- Le dalaï-lama n’occupera plus le poste de chef de l’État.
- Un chef de l’État intérimaire sera désigné. Il aura les mêmes prérogatives que le dalaï-lama.
- Le pouvoir législatif sera confié à l’Assemblée nationale tibétaine constituée de deux chambres. La chambre basse sera composée de membres élus au suffrage universel direct tandis que la chambre haute sera composée de membres élus par les assemblées provinciales et de membres directement nommés par le président.
- Le chef de l’État et le vice-président seront élus par les chambres haute et basse de l’assemblée nationale tibétaine. Ils seront détenteurs du pouvoir exécutif.
- La cour suprême de justice sera la plus haute instance judiciaire du pays.
- La politique du Tibet libre aura une orientation sociale fondée sur les principes de non-violence.
- Une grande importance en politique sera accordée à l’environnement.
- Le Tibet sera transformé en zone de paix démilitarisée et neutre.

Trois axes symbolisent la lutte pour la paix du gouvernement tibétain : maintenir les liens unissant les Tibétains malgré les conditions de l’exil, préserver l’identité culturelle tibétaine et apprendre à chacun les valeurs et le respect des droits de l’homme.

## Relations internationales
Le gouvernement tibétain en exil a des représentations étrangères, dénommées Bureau du Tibet, dans 11 pays, fonctionnant en tant qu’agences officielles en Inde, au Népal, en Suisse, aux États-Unis, au Japon, en Angleterre, en Russie, en Belgique, en Australie, en Afrique du Sud, et à Taïwan.

### Allemagne
Le 23 septembre 2007, la chancelière allemande Angela Merkel a reçu le 14e dalaï-lama, déclarant à cette occasion soutenir sa « politique en faveur d'une autonomie culturelle et religieuse ». Cette rencontre a toutefois été qualifiée de « privée » par le gouvernement allemand.

### République populaire de Chine
Des représentants chinois et tibétains se sont rencontrés à sept reprises entre 2002 et 2008 sans qu'aucune ébauche de solution n'ait été trouvée.  
Après la 5e visite, dans sa déclaration du 10 mars 2006, le 14e dalaï-lama a réitéré son engagement de longue date en faveur de l'approche de la « voie médiane » afin de résoudre la question tibétaine. Il a déclaré qu'il ne revendiquait qu'une autonomie authentique pour le peuple tibétain, comme la constitution chinoise le garantit. Le dalaï-lama a affirmé que cette 5e visite « a permis aux deux parties de déterminer avec précision les principales différences de vue qui demeurent entre nous » et que les parties « ont aussi pris la mesure des conditions nécessaires à la résolution de ces différences ». Les envoyés ont également fait part aux autorités chinoises du souhait du dalaï-lama de visiter la Chine lors d'un pèlerinage et de prendre connaissance des changements et du développement en Chine. Le dalaï-lama a pressé les autorités chinoises de manifester leur intérêt pour le dialogue actuel par des « gestes significatifs ».
Du côté de la Chine, le président (à l'époque) du gouvernement populaire de la Région autonome du Tibet, Jampa Phuntsok, a reconnu que les discussions entre les envoyés du dalaï-lama et le gouvernement chinois n'avaient pas encore produit de négociations substantielles. Après la visite en Chine des envoyés du dalaï-lama le mois dernier, un porte-parole du Ministère chinois des Affaires étrangères a minimisé l'importance de la visite en affirmant que « des Tibétains de l'étranger visitaient leur mère-patrie en leur qualité personnelle ». Les attaques verbales de la Chine envers le dalaï-lama, y compris les accusations de séparatisme, se sont poursuivies.
Le 29 juin au 5 juillet 2007, deux émissaires du dalaï-lama, Lodi Gyari et Kelsang Gyaltsen, se rendent en Chine pour leur 6e visite de discussions sur le Tibet dont la première eut lieu en 2002. Lodi Gyari donna une interview quelques mois auparavant.
La 7e rencontre s'est produite le dimanche 4 mai 2008, pour la première fois depuis 10 mois et depuis les troubles au Tibet en 2008, à Shenzhen dans la province de Canton. Les émissaires du dalaï-lama se sont entretenus avec le dalaï-lama, et ils ont fait une conférence de presse par la suite,.
Selon Aftenposten, la Norvège aurait mis en place une diplomatie secrète pour aider à la résolution du conflit sino-tibétain.
Lodi Gyari a affirmé le 8 octobre 2008 à la Asia Society à New York que « si le problème n'est pas résolu, alors j'ai peur qu’une partie des Tibétains ne recourra à la violence ». Le dalaï-lama propose d'accepter un rôle pour le Parti communiste et le socialisme dans les secteurs tibétains, une idée qui n'est pas populaire parmi les Tibétains à cause de ressentiments. « Mais quand le dalaï-lama fait une telle déclaration, il n’y a pas de forte opposition à cela. Ceci montre clairement la force et la profondeur de la vénération [pour le dalaï-lama]. Si les Chinois souhaitent trouver une solution, c’est le moment, parce qu'ils ont une personne avec qui ils peuvent s’entendre ». Lodi Gyari présentera des idées sur la façon dont les Tibétains voient l'autonomie au prochain et huitième round de discussion.

### États-Unis

#### Non reconnaissance du gouvernement tibétain en exil
Selon le journaliste du Revolutionary Worker Mike Ely, la position officielle du gouvernement américain étant que le Tibet fait historiquement partie de la Chine, il s’est abstenu de reconnaître le gouvernement tibétain en exil en tant que gouvernement légitime du Tibet.

#### Financement des mouvements tibétains par la CIA
Selon des documents officiels américains rendus publics, en 1964 la CIA poursuivit son soutien actif aux mouvements tibétains, en particulier « l'entourage du dalaï-lama », la guérilla tibétaine et l'organisation d'opérations de renseignement à l'intérieur du Tibet, notamment par l'envoi de 20 agents secrets, au travers d'un programme destiné à entretenir le concept d'un Tibet autonome. De même, la CIA a soutenu la création de plusieurs Tibet Houses destinées à servir de représentation non officielle pour le dalaï-lama et à maintenir le concept d'une identité politique tibétaine, celle de New York avait pour projet permettre de travailler en étroite collaboration avec les délégations de différents pays soutenant les Tibétains aux Nations unies.
En 1964, ce programme de 1 735 000 dollars prévoyait notamment :
- le soutien à une guérilla de 2100 Tibétains installée au Népal (500 000$) ;
- une subvention pour le dalaï-lama (180 000$) ;
- les dépenses du site de formation secret pour les Tibétains dans le Colorado (400 000$) ;
- transport par avion des Tibétains formés vers l'Inde (185 000$) ;
- programme d'éducation pour 20 jeunes officiers tibétains (45 000$) ;
- création de plusieurs Tibet Houses à New York, Genève et [Où ?](non divulgué).

Les Tibétains en exil et le dalaï-lama ont reconnu depuis de nombreuses années avoir reçu autrefois une aide de la CIA. En 1998, la déclassification des documents de la CIA montre que l'aide directe de la CIA a duré une décennie. Peu de temps après, le gouvernement du dalaï-lama démentait que le dirigeant tibétain ait profité personnellement d'une subvention annuelle de 180 000$. Ce dernier s'est démarqué des opérations de la CIA et de la guérilla tibétaine. Ainsi, dans ses mémoires il écrit : « Quoique j'eusse toujours admiré la détermination de ces guérilleros, leurs activités n'avaient jamais eu mon appui... ». Pourtant, Gompo Tashi Andrugtsang, le chef du mouvement de résistance Chushi Gangdruk, cite dans son autobiographie la lettre que le dalaï-lama lui envoya fin mars début avril 1959, pour lui annoncer sa nomination au rang de général et l'encourager à poursuivre la lutte : « Vous avez mené les forces du Chushi Gandrug avec une détermination inébranlable afin de résister à l'armée d'occupation chinoise dans la défense de la grande cause nationale de la liberté du Tibet. Je vous confère le rang de 'DZASAK' (...) en reconnaissance des services que vous avez rendus au pays. La situation actuelle exige de poursuivre, avec la même détermination et le même courage, votre lutte pleine de bravoure ».
Lodi Gyari, représentant du dalaï-lama à Washington déclare ne pas avoir eu connaissance de la subvention annuelle de 180 000 $ destinée au dalaï-lama et de la façon dont elle a été dépensée. Sur le soutien de la CIA aux Tibétains, il déclare : « C'est un secret dévoilé, nous ne le contestons pas ».

### France
Selon China Daily en 2009, après que le premier ministre chinois Wen Jiabao eut demandé à la France de clarifier sa position sur le Tibet, le porte-parole du Ministère français des affaires étrangères, Eric Chevallier, a déclaré que la position de la France était inchangée et que celle-ci rejetait le séparatisme et l'indépendance tibétaine.
En France, un Groupe d'études sur le problème du Tibet rassemble des députés de tous partis, et un Groupe d'information internationale sur le Tibet des sénateurs français. L'ancien chef de l'État Nicolas Sarkozy a rencontré le 14e dalaï-lama le 6 décembre 2008.

### Royaume-Uni
Jusqu'au 29 octobre 2008, le gouvernement britannique s'en tenait à la position que la Chine exerçait une suzeraineté sur le Tibet et non une pleine souveraineté. Le Royaume-Uni restait le seul pays à adhérer à la position d'une entité autonome sous protectorat chinois. Désormais, il s'aligne sur les autres pays et reconnaît que le Tibet fait partie intégrante de la république populaire de Chine.

### Inde
L'Inde accueille depuis 1959 le 14e dalaï-lama et le gouvernement tibétain en exil mais n'a pas reconnu celui-ci[citation nécessaire]. Environ 100 000 Tibétains sont réfugiés en Inde.
Dès l'arrivée des Tibétains en Inde en 1959, le gouvernement indien leur a donné un large degré d'autonomie dans la conduite des affaires internes de leur communauté, permettant au gouvernement tibétain en exil de gérer programmes sociaux, impôt volontaire, écoles, perspectives d'emploi, et d'autres aspects.

### Russie
En 1992, lors de la visite du dalaï-lama à Touva, république confédérée de la fédération de Russie, une convention est signée entre le gouvernement de Touva et le gouvernement tibétain en exil établissant des « relations bilatérales dans les domaines de la culture et de la religion ».

### Taïwan
La constitution de la république de Chine continue de reconnaître que le Tibet fait partie de la Chine.
En 2003, le gouvernement de la république de Chine a procédé au démantèlement de la commission ministérielle des Affaires mongoles et tibétaines, dont les fonctions ont été transférées à la Fondation des échanges Taiwan-Tibet nouvellement créée, qui servira de canal de communication semi-officiel entre Taipei et le gouvernement tibétain en exil à Dharamsala, en Inde.
Avec cette modification, le gouvernement taiwanais semble mettre un terme à ses revendications sur le Tibet et la Mongolie, attestées par la présence de la commission des Affaires mongoles et tibétaines au sein du Cabinet. Les deux visites à Taipei du 14e dalaï-lama, en 1997 et en 2001, avaient été traitées comme des affaires internationales ne relevant pas de la commission ministérielle.

## Controverses

### Point de vue d'Ursula Bernis
Selon Ursula Bernis, docteur en philosophie et nonne bouddhiste pratiquante de Dorjé Shukden,, du fait de l'affirmation, dans le préambule de la Charte de 1991, de l'union des affaires religieuses et politiques, le gouvernement tibétain en exil s'inscrit dans la continuité du gouvernement Ganden Potang du Tibet établi par le 5e dalaï-lama en 1642. Le dalaï-lama continue à être le chef non élu du gouvernement et le système politique reste privé d'opposition institutionnalisée. Les efforts de démocratisation ne se sont pas étendus à la séparation de la religion et de la politique[pertinence contestée]. Selon Ursula Bernis, le gouvernement tibétain à Dharamsala ne serait pas, en toute légitimité, un gouvernement selon les normes juridiques et internationales.

### Propagande du Gouvernement tibétain en exil selon Colin Goldner
Dans un article intitulé The Myth of Tibet. How a dictatorial regime of monks is romantically transfigured, le psychologue Colin Goldner écrit que l’on ne saurait se fier, par principe, aux affirmations des partisans des exilés tibétains. Quand elles ne sont pas entièrement fabriquées, ces affirmations sont en général exagérées ou renvoient à des événements qui ne sont plus d’actualité. L’allégation du gouvernement tibétain en exil selon laquelle « la vie quotidienne des Tibétains dans leur propre pays » est marquée par « la torture, la terreur intellectuelle, la discrimination et un mépris total de la dignité humaine », est de la propagande pure et simple visant à susciter la compassion et les dons d’argent. De même, les accusations d’avortements forcés et de stérilisations massives de femmes tibétaines, de la submersion du territoire par les colons chinois, de la destruction systématique du patrimoine culturel tibétain, ne cadrent pas avec la réalité observable.